# Флорентийское герцогство
Флорентийское герцогство (итал. Ducato di Firenze) — средневековое государство, существовавшее в Италии с 1532 по 1569 год.
После того, как Флоренция в 1530 году была взята имперскими войсками во время войны Коньякской лиги, император Карл V ликвидировал там республиканскую форму правления и сделал Медичи наследственными правителями Флоренции. Новым правителем Флоренции стал Алессандро Медичи, который в 1532 году получил от императора титул «герцога Флорентийского».
Алессандро оказался настолько плохим правителем, что уже в 1535 году к Карлу V прибыла делегация знатных флорентийцев с просьбой о лишении того герцогского титула. После того, как Карл V отказался это сделать, Алессандро в 1537 году был убит своим дальним родственником. Так как официальных наследников у него не было, то новым герцогом Флоренции стал представитель боковой линии Медичи — Козимо I.
Узнав о смерти Алессандро, представители семьи Строцци, также приходившиеся ему родственниками, попытались прибыть с войсками и захватить власть, но Козимо отправил им наперехват силы во главе с Алессандро Вителли, который разбил претендентов у крепости Монтемурло. Император Карл V признал Козимо герцогом Флорентийским в обмен на помощь в очередной Итальянской войне. Эта помощь позволила добиться вывода из Флоренции имперского гарнизона и получить столько независимости, сколько было возможно в условиях испанского господства в Италии.
В 1548 году Козимо приобрёл у Генуэзской республики остров Эльба, где стал базироваться новосозданный флорентийский флот.
Во время последней из Итальянских войн Флорентийское герцогство выступило на стороне Священной Римской империи против Франции и Сиенской республики и, разбив в 1554 году сиенцев в сражении при Марчиано, по итогам войны присоединило к себе территорию Сиены.
В 1569 году Папа Пий V сделал Козимо «великим герцогом Тосканским».